# Zhen Wenhua
Zhen Wenhua (chiń. 甄文华; ur. 8 marca 1967) – chińska lekkoatletka, kulomiotka.
Podczas igrzysk olimpijskich w Barcelonie (1992) zajęła 12. miejsce z wynikiem 17,81 (w eliminacjach uzyskała 18,17).
W 1991 została międzynarodową mistrzynią Japonii.

## Rekordy życiowe
- Pchnięcie kulą – 20,06 (1991)